# Batarà saturní
El batarà saturní (Thamnomanes saturninus) és una espècie d'ocell de la família dels tamnofílids (Thamnophilidae).

## Hàbitat i distribució
Habita el sotabosc de la selva humida i zones arbustives de les terres baixes del nord-est de Perú, extrem nord-est de Bolívia i oest amazònic del Brasil.